# Bubi jezik
Bubi jezik (bhubhi, eviia, ibhubhi, ibubi, pove; ISO 639-3: buw), jezik plemena Bhubhi ili Bapove, kojim govori 5 000 ljudi (1990 CMA) u Gabonu u provinciji Ogooue-Lolo.
Klasificira se u nigersko-kongoanske jezike, sjeverozapadnu bantu skupinu, unutar koje s još četiri jezika, kande [kbs], pinji [pic] simba [sbw] i tsogo [tsv], svi iz Gabona, čini podskupinu Tsogo (B.30)

## Vanjske poveznice
- Ethnologue (14th)
- Ethnologue (15th)